# Petit-Canal
Petit-Canal (en créole guadeloupéen : Ti Kannal ou Kannal) est une commune française, située dans le département de la Guadeloupe. Au dernier recensement de 2022, sa population était de 8206 habitants. Les habitants sont appelés les Canalien(ne)s ou Moun Kannal en créole.

## Géographie

### Localisation

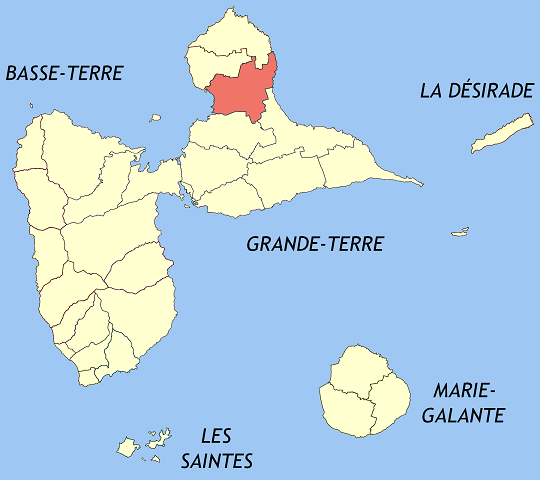
En rouge le territoire communal de Petit-Canal.

S'étendant sur 70,5 km2 de superficie totale, la commune de Petit-Canal est située dans la partie nord de la Grande-Terre et présente la particularité d'avoir deux façades maritimes, l'une sur la côte est de l'Océan Atlantique, l'autre sur la côte ouest de la mer des Caraïbes. Son territoire est parcouru par la ravine Gaschet, qui lui sert également de limite avec la commune voisine de Port-Louis.
| Port-Louis       | Anse-Bertrand |                  |
| Mer des Caraïbes | Petit-Canal   | Océan Atlantique |
|                  | Morne-à-l'Eau | Le Moule         |

### Climat
Le climat y est de type tropical.

## Urbanisme

### Typologie
Petit-Canal est une commune rurale,. Elle fait en effet partie des communes peu ou très peu denses, au sens de la grille communale de densité de l'Insee,. Elle appartient à l'unité urbaine de Pointe-à-Pitre-Les Abymes, une agglomération intra-départementale regroupant 11 communes et 252 132 habitants en 2022, dont elle fait partie de la banlieue,.
Par ailleurs la commune fait partie de l'aire d'attraction des Abymes, dont elle est une commune de la couronne. Cette aire, qui regroupe 18 communes, est catégorisée dans les aires de 200 000 à moins de 700 000 habitants,.
La commune, bordée par la mer des Caraïbes à l'ouest et par l'océan Atlantique, est également une commune littorale au sens de la loi du 3 janvier 1986, dite loi littoral. Des dispositions spécifiques d’urbanisme s’y appliquent dès lors afin de préserver les espaces naturels, les sites, les paysages et l’équilibre écologique du littoral, par exemple le principe d'inconstructibilité, en dehors des espaces urbanisés, sur la bande littorale des 100 mètres, ou plus si le plan local d’urbanisme le prévoit,.

### Lieux-dits, hameaux et écarts
Les différentes localités de la commune sont Bazin, Besnard, Chabert, Charopin, Dadoud, Delisle, Denjoie, Dévarieux, Deville, Duval, Gaschet, Gélas, Godet, Gros-Cap, Gruet, Lagarde, Lubeth, Maisoncelles, Les Mangles,Michaux, Le Papillon, Le Pavillon, Rougeole, Saint-Julien, Sainte-Amélie, Sainte-Élise, Sainte-Geneviève, Sargenton, Vermont, Vieux-Blanchet et Zénon.

## Toponymie
La commune tient son nom du plus petit des canaux creusés au XVIIIe siècle par la population, l'actuelle « Bakadè » passant par le bourg et permettant le passage des barges vers Morne-à-l'Eau en longeant le Grand Cul-de-sac marin.

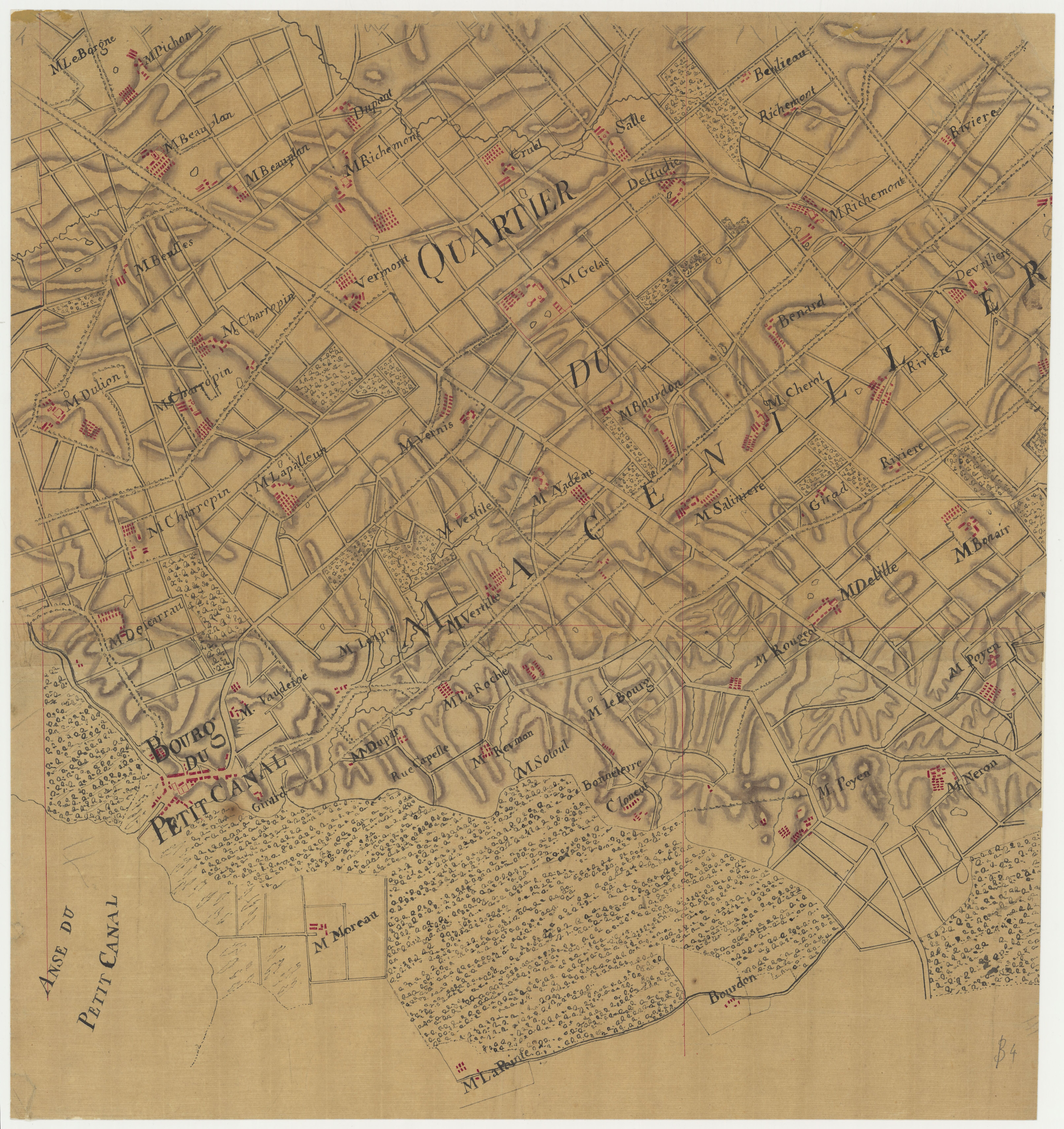
Carte du Quartier du Mancenillier (aujourd'hui commune de Petit-Canal), 1764.

## Histoire
Pour un article plus général, voir Histoire de la Guadeloupe.
Le nom de la commune était d'abord le mancenillier, du nom d'un arbre aux fruits odorants mais toxiques qui dit-on, aurait empoisonné les marins de Christophe Colomb, dans les premiers temps de la colonisation[réf. nécessaire].

## Politique et administration

### Rattachements administratifs et électoraux
La commune appartient à l'arrondissement de Pointe-à-Pitre et au canton de Petit-Canal, modifié depuis le redécoupage cantonal de 2014.
Pour l'élection des députés, Petit-Canal fait partie depuis 1988 de la deuxième circonscription de la Guadeloupe.

### Intercommunalité
Depuis 2014, Petit-Canal appartient à la communauté d'agglomération du Nord Grande-Terre (CANGT), dans laquelle elle est représentée par cinq conseillers.

### Liste des maires
| Période                                  | Période                          | Identité           | Étiquette             | Qualité |
| ---------------------------------------- | -------------------------------- | ------------------ | --------------------- | --- |
| 1900                                     | 1903                             | Auguste Tanque     |                       | |
| 1903                                     | 1907                             | Vernant Valier     |                       | |
| 1907                                     | 1919                             | Octave Cirany      |                       | |
| 1919                                     | 1923                             | Elie Procope       |                       | |
| 1923                                     | 1925                             | Maxime Nurimbert   |                       | |
| 1925                                     | 1932                             | Emmanuel Boutin    |                       | |
| 1933                                     | 1934                             | Moise Debois       |                       | |
| Les données manquantes sont à compléter. |                                  |                    |                       | |
| 1935                                     | 1941                             | Médard Albrand     |                       | |
| 1941                                     | 1942                             | Auguste Reimonenq  |                       | |
| 1942                                     | 1943                             | Juvénil Grounon    |                       | |
| 1943                                     | 1967                             | Médard Albrand     | RPF puis UNR puis UDR | Commerçant Député de la 1re circonscription de la Guadeloupe (1958 → 1967) Conseiller général du canton de Petit-Canal (1945 → 1970)                                                               |
| 1967                                     | 1983                             | Maximilien Vrécord | PCG                   | Conseiller général du canton de Petit-Canal (1970 → 1987) |
| mars 1983                                | mars 2014                        | Florent Mitel      | PCG                   | Enseignant Conseiller général du canton de Petit-Canal (1987 → 2015) |
| mars 2014                                | en cours réélection en juin 2020 | Blaise Mornal      | FGPS                  | Comptable Conseiller départemental du canton de Petit-Canal (2015 → ) Vice-président du conseil départemental de la Guadeloupe (2015 → ) 2e vice-président de la CA du Nord Grande-Terre (2014 → ) |

## Population et société

### Démographie
L'évolution du nombre d'habitants est connue à travers les recensements de la population effectués dans la commune depuis 1961, premier recensement postérieur à la départementalisation de 1946. À partir de 2006, les populations de référence des communes sont publiées annuellement par l'Insee. Le recensement repose désormais sur une collecte d'information annuelle, concernant successivement tous les territoires communaux au cours d'une période de cinq ans. Pour les communes de moins de 10 000 habitants, une enquête de recensement portant sur toute la population est réalisée tous les cinq ans, les populations de référence des années intermédiaires étant quant à elles estimées par interpolation ou extrapolation. Pour la commune, le premier recensement exhaustif entrant dans le cadre du nouveau dispositif a été réalisé en 2005.

En 2022, la commune comptait 8 206 habitants, en évolution de +0,15 % par rapport à 2016 (Guadeloupe : −2,67 %, France hors Mayotte : +2,11 %).
| 1961  | 1967  | 1974  | 1982  | 1990  | 1999  | 2010  | 2015  | 2020  |
| ----- | ----- | ----- | ----- | ----- | ----- | ----- | ----- | ----- |
| 5 095 | 5 887 | 5 826 | 5 843 | 6 590 | 7 752 | 8 038 | 8 167 | 8 195 |

| 2022  | - | - | - | - | - | - | - | - |
| ----- | - | - | - | - | - | - | - | - |
| 8 206 | - | - | - | - | - | - | - | - |

### Enseignement
Comme toutes les communes de l'archipel de la Guadeloupe, Petit-Canal est rattaché à l'Académie de la Guadeloupe. La ville possède sur son territoire une école maternelle (Amédée-Fengarol) et quatre écoles primaires (Alice-Delacroix, Félicité-Coline, Albertine-Borel et Sainte-Geneviève (privée)).
En ce qui concerne l'enseignement secondaire, la ville accueille le collège Maximilien-Vrécord tandis que les lycées les plus proches sont le lycée polyvalent et professionnel de Nord-Grande-Terre à Port-Louis ou les lycées Faustin-Fléret (général) et Gerty-Archimède (professionnel) de Morne-à-l'Eau.

### Sports et loisirs
Les équipements sportifs incluent le stade municipal Cyrano Arrendel (terrain en gazon naturel, tribunes d'une capacité de 1 000 personnes), des salles multisports et des terrains de tennis. Les clubs sportifs de Petit-Canal sont :
- Le Phare du Canal (football)
- Le Rapid-Club de Petit-Canal (football)
- L'Équinoxe de Petit-Canal (football)
- Le Sentier de Beautiran, menant à l'ancien port d'embarquement de Beautiran.
- VCC (Vélo Club Canalien) Team Nicolas Dubois

## Économie

### Agriculture
Historiquement, l'économie de la commune repose principalement sur l'agriculture, notamment la culture de la canne à sucre.

### Production d'énergie
En 1999, un parc éolien, constitué de trente-deux éoliennes développant une puissance de 7 MW, est installé à Grand-Maison. En novembre 2019, le parc est modernisé avec l'installation, à Gros-Cap, de dix éoliennes plus performantes produisant 9 MW et assurant la consommation électrique des 8 000 habitants de la commune. La production d'électricité par les énergies renouvelables est augmentée avec la mise en service, à proximité du parc éolien, de la centrale photovoltaïque de Bélise 1 de 2008 à 2011 (d'une capacité de production de 13,80 MWc), remplacée à cette date par les nouvelles tranches Bélise 2 et 3 (d'une capacité de production de 8,75 MWc), avec stockage dans des batteries, co-détenue par Total Eren et Infragreen III.

## Culture locale et patrimoine

### Lieux et monuments
- Église Saint-Philippe-et-Saint-Jacques de Petit-Canal. L'église est dédiée aux saints Philippe et Jacques.
- Chapelle du Christ-Roi des Mangles. La chapelle est dédiée au Christ Roi.

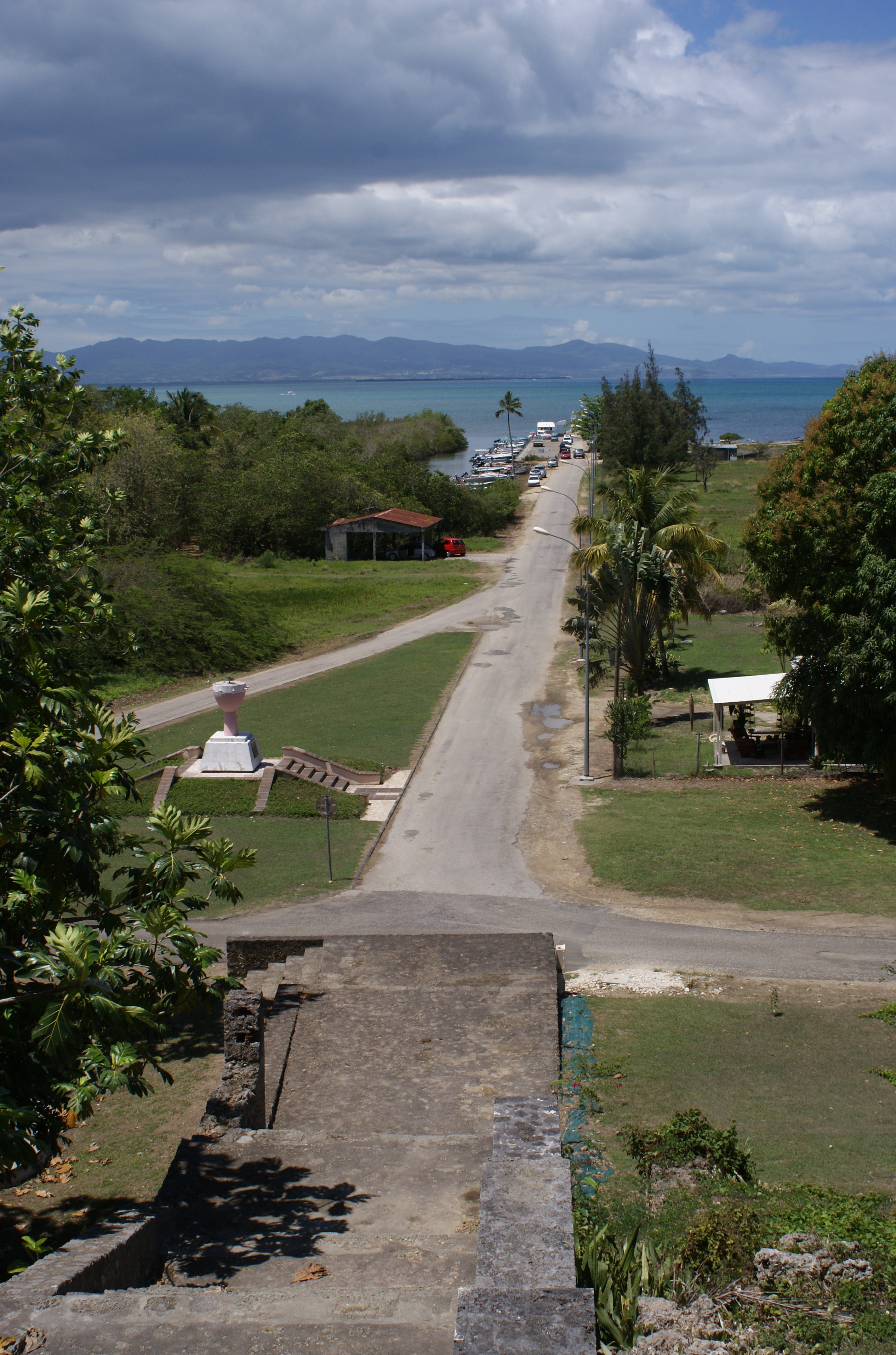
Escalier aux 49 marches

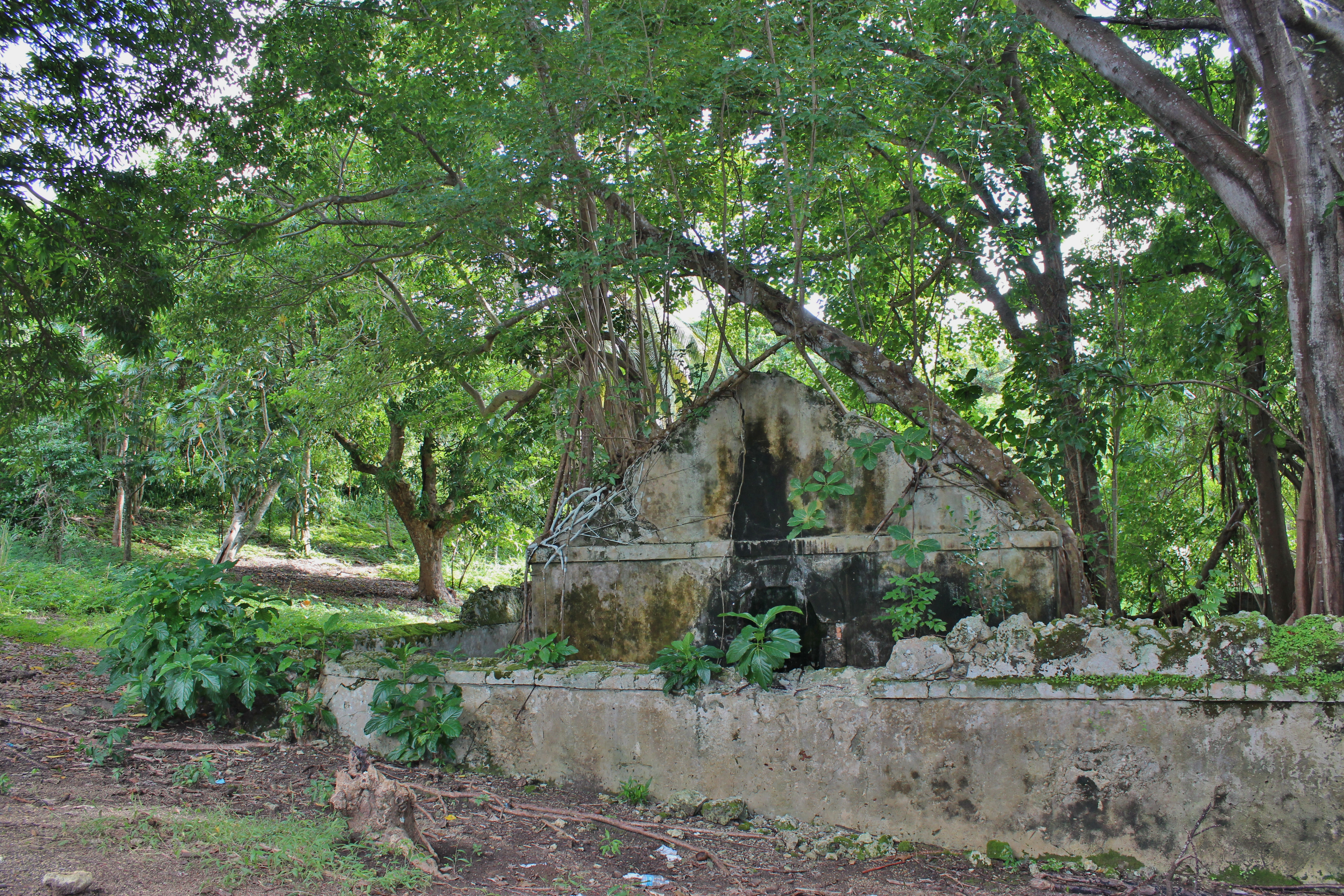
L'ancienne prison de Petit-Canal.

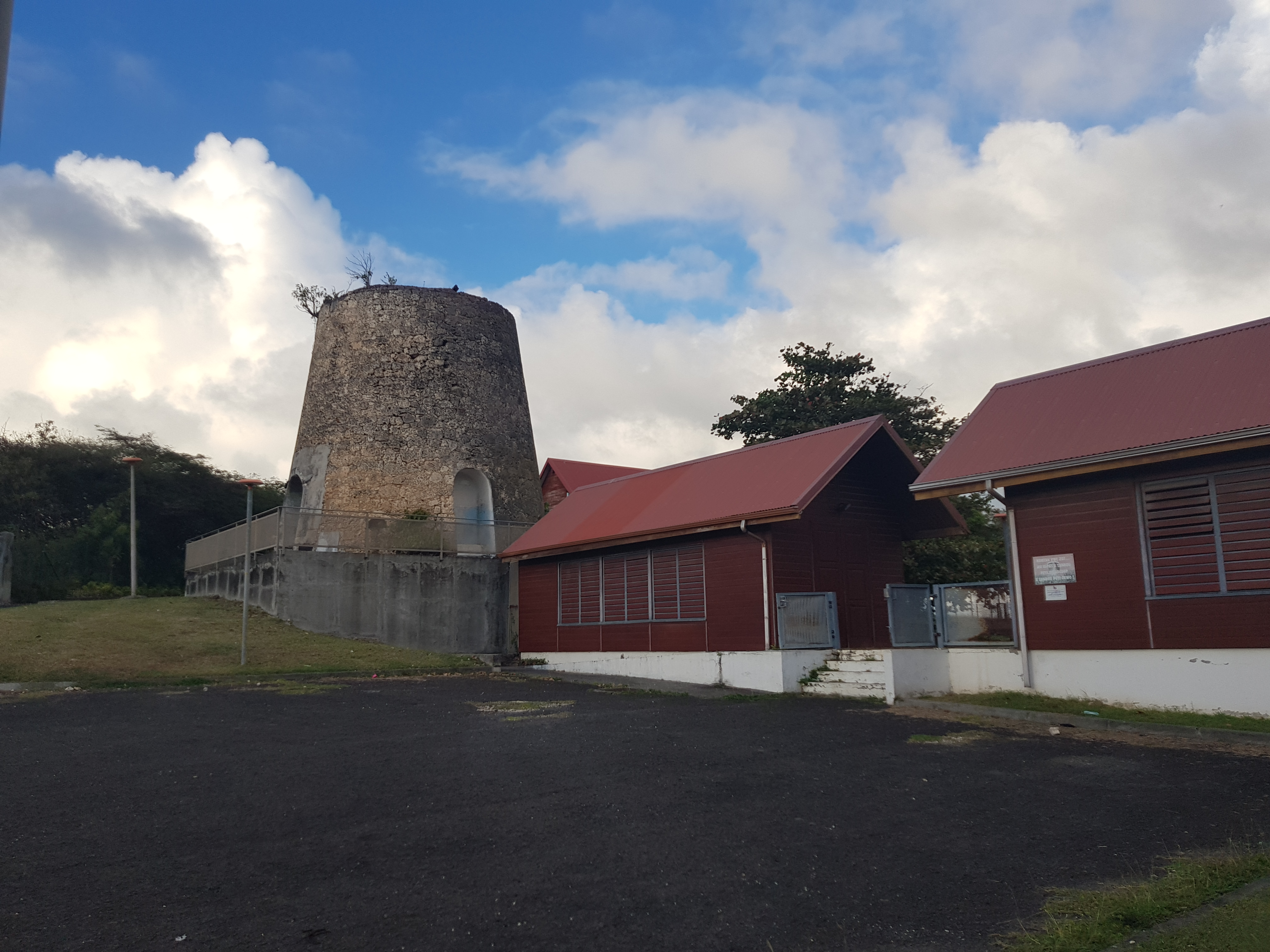
Site de Duval

- Les Marches des Esclaves qui est un escalier de 49 marches en pierre de taille menant à l'église où avaient lieu les ventes des esclaves à leur descente de bateaux. Le Tronc des Âmes qui contient les fouets rendus par les quarante maîtres d'habitations à l'abolition de l'esclavage.
- Les ruines de l'ancienne prison de Petit-Canal témoignent de l'histoire un peu plus récente de la Pointe nord de la Grande-Terre, Hégésippe Jean Légitimus, homme politique et figure emblématique du monde syndical au siècle dernier y aurait été enfermé[réf. nécessaire].
- L'appontement utilisé pour l'arrivée des esclaves destinés à la vente est devenu un petit port de pêche. Selon les historiens, il a été emprunté par les amis d'Ignace, figure de la Révolution de Guadeloupe, alors qu'ils regagnaient la Basse-Terre pour aller rejoindre Louis Delgrès et ses compagnons en 1802.
- Le site de Duval, lieu d'implantation de la Pépinière d'entreprises créée par l'Agence de Développement de la commune, accueille diverses manifestations annuelles dont la Fête de l'Indianité. Duval demeure un lieu riche en histoire du passé sucrier de l'ancien bourg du Mancenillier, il y abrita une usine à sucre où vinrent travailler des originaires des îles anglophones de la région (Sainte-Lucie, Dominique, Antigua-et-Barbuda et Saint-Martin). Au nord de Duval, à l'habitation Grognon, Gwongnon en créole, se trouvent les ruines d'un logement construit pour les accueillir, kaz a anglé ; ce même type de logement existe aussi à l'Habitation Lubeth.
- L'Habitation-Sucrerie Poyen au cœur de la Réserve biologique dirigée du Nord Grande-Terre.
- La Maison de l'Environnement située dans le centre-ville qui est consacrée au patrimoine de Petit-Canal à travers des excursions, un circuit dans la mangrove et un autre à travers les paysages et sites historiques dont le site de Beautiran, l'îlet Macou, la plage de Pointe Sable.
- Différents éléments du patrimoine civil et religieux de la commune ont été construits par l'architecte Ali Tur entre 1930 et 1932 dont : la mairie, les écoles et les logements pour les instituteurs ainsi que le clocher de l'église[22] et possiblement le monument aux morts de la ville inscrit aux monuments historiques en 2018[23].

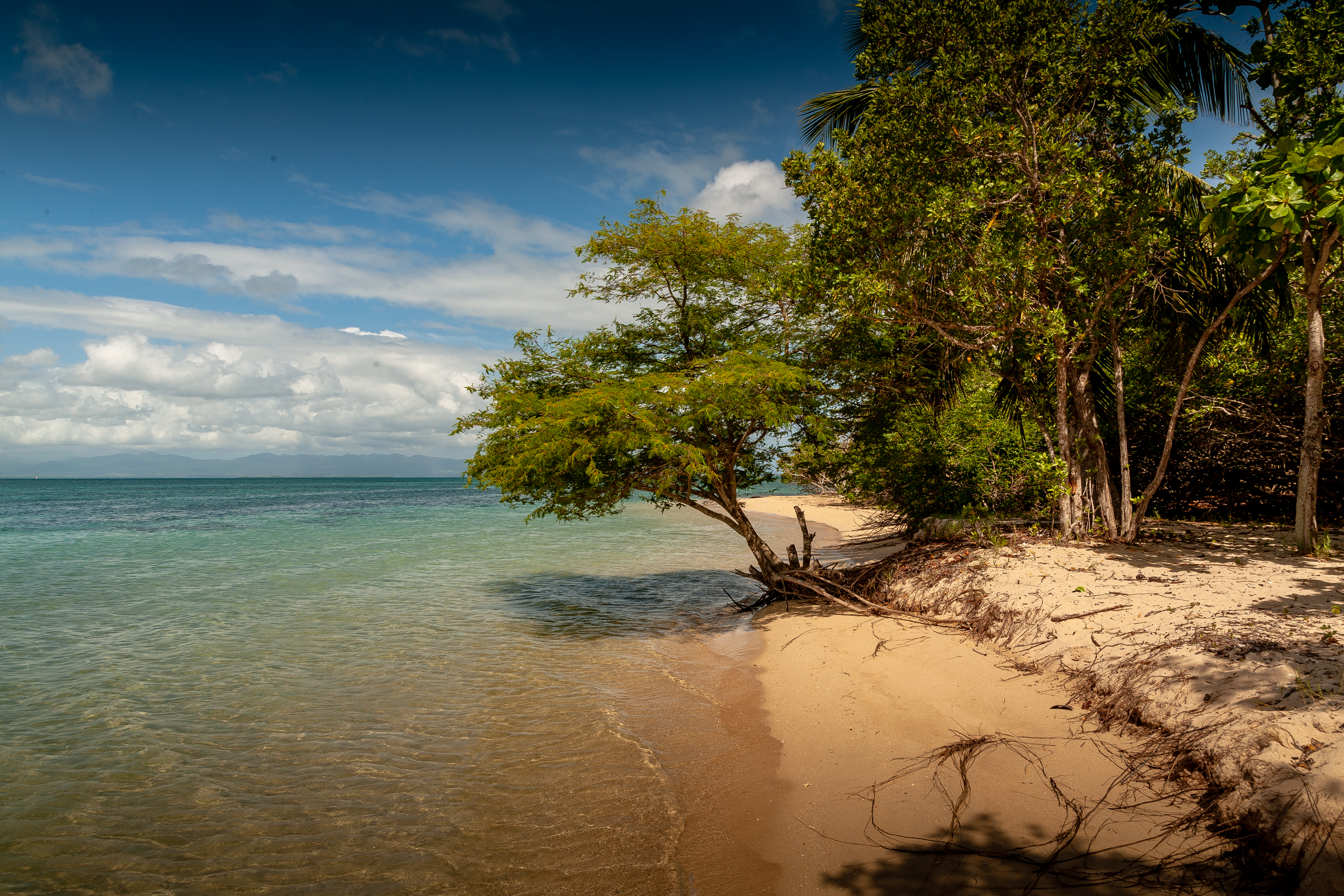
Plage de Pointe Sable

- La commune de Petit-Canal est peu orientée vers les activités plagistes, mais elle possède deux plages que sont l'anse Maurice et l'anse des Corps.

### Personnalités liées à la commune
- La poétesse Jeanne de Kermadec y a vu le jour, le 9 février 1873[24], sur l'Habitation Rencogne, à la sortie Nord du village.
- Yvan Voice, auteur-compositeur-interprète de zouk.